# Repesca OFC-Conmebol por la clasificación para la Copa Mundial de Fútbol de 1994
La Repesca entre OFC y Conmebol por la clasificación para la Copa Mundial de Fútbol de 1994 se desarrolló en dos partidos, de ida y vuelta, entre Argentina, que ocupó el segundo puesto del Grupo A de la clasificatoria de la Conmebol y Australia, equipo ganador de la clasificación de la OFC, también de la Repesca CONCACAF–OFC en la que se enfrentó a Canadá.
Los partidos se disputaron el 31 de octubre y el 17 de noviembre de 1993.

## Antecedentes
Esta fue la segunda repesca intercontinental para Australia, que ya la había disputado antes para el Mundial de México 1986, perdiendo contra Escocia por 2 a 0 en el marcador global.
Fue también, el primer repechaje intercontinental para Argentina.

## Partidos

### Ida
| 1          | POR        | Mark Bosnich     |     |
| 19         | DEF        | Tony Vidmar      | 72' |
| 13         | DEF        | Mehmet Duraković |     |
| 12         | DEF        | Milan Ivanović   |     |
| 5          | DEF        | Alex Tobin       |     |
| 4          | MED        | Ned Zelić        |     |
| 8          | MED        | Aurelio Vidmar   |     |
| 6          | MED        | Paul Wade        |     |
| 11         | MED        | Robbie Slater    |     |
| 10         | DEL        | Jason van Blerk  |     |
| 9          | DEL        | Graham Arnold    |     |
| Entrenador | Entrenador | Eddie Thomson    |     |

| 1          | POR        | Sergio Goycoechea   |     |
| 2          | DEF        | Jorge Borelli       |     |
| 6          | DEF        | Sergio Vázquez      |     |
| 14         | DEF        | José Chamot         |     |
| 3          | DEF        | Carlos Mac Allister |     |
| 15         | MED        | Hugo Pérez          |     |
| 5          | MED        | Fernando Redondo    |     |
| 8          | MED        | José Basualdo       | 70' |
| 10         | MED        | Diego Maradona      |     |
| 18         | DEL        | Abel Balbo          | 89' |
| 9          | DEL        | Gabriel Batistuta   |     |
| Entrenador | Entrenador | Alfio Basile        |     |

| 14 | DEL | Dave Mitchell | 72' |

| 13 | MED | Gustavo Zapata   | 70' |
| 4  | DEF | Fernando Cáceres | 89' |

| Anotado | 42' | Aurelio Vidmar | 1–1 |

| Anotado | 37' | Abel Balbo | 0–1 |

| Robbie Slater |
| Dave Mitchell |

| Carlos Mac Allister |
| Hugo Pérez          |
| Diego Maradona      |

| Árbitro | Sándor Puhl |

| 1          | POR        | Mark Bosnich     |     |
| 19         | DEF        | Tony Vidmar      | 72' |
| 13         | DEF        | Mehmet Duraković |     |
| 12         | DEF        | Milan Ivanović   |     |
| 5          | DEF        | Alex Tobin       |     |
| 4          | MED        | Ned Zelić        |     |
| 8          | MED        | Aurelio Vidmar   |     |
| 6          | MED        | Paul Wade        |     |
| 11         | MED        | Robbie Slater    |     |
| 10         | DEL        | Jason van Blerk  |     |
| 9          | DEL        | Graham Arnold    |     |
| Entrenador | Entrenador | Eddie Thomson    |     |

| 1          | POR        | Sergio Goycoechea   |     |
| 2          | DEF        | Jorge Borelli       |     |
| 6          | DEF        | Sergio Vázquez      |     |
| 14         | DEF        | José Chamot         |     |
| 3          | DEF        | Carlos Mac Allister |     |
| 15         | MED        | Hugo Pérez          |     |
| 5          | MED        | Fernando Redondo    |     |
| 8          | MED        | José Basualdo       | 70' |
| 10         | MED        | Diego Maradona      |     |
| 18         | DEL        | Abel Balbo          | 89' |
| 9          | DEL        | Gabriel Batistuta   |     |
| Entrenador | Entrenador | Alfio Basile        |     |

| 14 | DEL | Dave Mitchell | 72' |

| 13 | MED | Gustavo Zapata   | 70' |
| 4  | DEF | Fernando Cáceres | 89' |

| Anotado | 42' | Aurelio Vidmar | 1–1 |

| Anotado | 37' | Abel Balbo | 0–1 |

| Robbie Slater |
| Dave Mitchell |

| Carlos Mac Allister |
| Hugo Pérez          |
| Diego Maradona      |

| Árbitro | Sándor Puhl |

### Vuelta
| 1          | POR        | Sergio Goycoechea   |     |
| 14         | DEF        | José Chamot         |     |
| 2          | DEF        | Sergio Vázquez      |     |
| 6          | DEF        | Oscar Ruggeri       |     |
| 3          | DEF        | Carlos Mac Allister |     |
| 5          | MED        | Fernando Redondo    |     |
| 15         | MED        | Hugo Pérez          |     |
| 8          | MED        | Diego Simeone       |     |
| 10         | MED        | Diego Maradona      |     |
| 18         | DEL        | Abel Balbo          | 70' |
| 9          | DEL        | Gabriel Batistuta   |     |
| Entrenador | Entrenador | Alfio Basile        |     |

| 20         | POR        | Robert Zabica    |     |
| 12         | DEF        | Milan Ivanović   |     |
| 5          | DEF        | Alex Tobin       |     |
| 19         | DEF        | Tony Vidmar      | 64' |
| 13         | DEF        | Mehmet Duraković |     |
| 11         | MED        | Robbie Slater    |     |
| 10         | MED        | Jason van Blerk  |     |
| 6          | MED        | Paul Wade        |     |
| 8          | MED        | Aurelio Vidmar   |     |
| 9          | DEL        | Graham Arnold    |     |
| 7          | DEL        | Frank Farina     |     |
| Entrenador | Entrenador | Eddie Thomson    |     |

| 13 | MED | Gustavo Zapata | 70' |

| 14 | DEL | Carl Veart | 64' |

| Anotado | 59' | Gabriel Batistuta | 1–0 |

| Sergio Vázquez |
| Oscar Ruggeri  |
| Diego Simeone  |

| Milan Ivanović   |
| Mehmet Duraković |
| Aurelio Vidmar   |

| Árbitro | Peter Mikkelsen |

| 1          | POR        | Sergio Goycoechea   |     |
| 14         | DEF        | José Chamot         |     |
| 2          | DEF        | Sergio Vázquez      |     |
| 6          | DEF        | Oscar Ruggeri       |     |
| 3          | DEF        | Carlos Mac Allister |     |
| 5          | MED        | Fernando Redondo    |     |
| 15         | MED        | Hugo Pérez          |     |
| 8          | MED        | Diego Simeone       |     |
| 10         | MED        | Diego Maradona      |     |
| 18         | DEL        | Abel Balbo          | 70' |
| 9          | DEL        | Gabriel Batistuta   |     |
| Entrenador | Entrenador | Alfio Basile        |     |

| 20         | POR        | Robert Zabica    |     |
| 12         | DEF        | Milan Ivanović   |     |
| 5          | DEF        | Alex Tobin       |     |
| 19         | DEF        | Tony Vidmar      | 64' |
| 13         | DEF        | Mehmet Duraković |     |
| 11         | MED        | Robbie Slater    |     |
| 10         | MED        | Jason van Blerk  |     |
| 6          | MED        | Paul Wade        |     |
| 8          | MED        | Aurelio Vidmar   |     |
| 9          | DEL        | Graham Arnold    |     |
| 7          | DEL        | Frank Farina     |     |
| Entrenador | Entrenador | Eddie Thomson    |     |

| 13 | MED | Gustavo Zapata | 70' |

| 14 | DEL | Carl Veart | 64' |

| Anotado | 59' | Gabriel Batistuta | 1–0 |

| Sergio Vázquez |
| Oscar Ruggeri  |
| Diego Simeone  |

| Milan Ivanović   |
| Mehmet Duraković |
| Aurelio Vidmar   |

| Árbitro | Peter Mikkelsen |

## Clasificado
| Bandera de Argentina |
| Argentina            |
|                      |
| 11.ª participación   |